# Sophie (album)
Sophie (zapis stylizowany wielkimi literami) – drugi i jednocześnie ostatni album angielskiej muzyk Sophie, wydany 25 września 2024 roku nakładem własnej wytwórni Sophie MSMSMSM i Transgressive Records, album został uznany za ostateczny album w jej dyskografii. Wszystkie utwory z albumu, oprócz pierwszego, zostaly zrealizowane z gościnnym udziałem innych artystów.
Album poprzedziło pięć singli: „Reason Why”, „Berlin Nightmare”, „One More Time”, „Exhilarate” i „My Forever”.

## Tło
Po niespodziewanej śmierci Sophie w 2021 roku, którego powodem był przypadkowy upadek z trzeciego piętra apartamentowca w wieku 34 lat, planowano wydać niewydane utwory Sophie, które grała m.in. na DJ-setach. W czerwcu 2021 brat Sophie Benny Long rozważał możliwość pośmiertnego wydania jej planowanej kontynuacji debiutanckiego albumu, Oil of Every Pearl's Un-Insides, stwierdzając, że "po prostu potrzebował dokończenia".
Według Longa, album był prawie ukończony w momencie śmierci Sophie. Lista utworów została przez nią "w przybliżeniu naszkicowana". Jako wieloletni inżynier studia Sophie, Long ukończył album. W ten proces zaangażowały się również ich dwie siostry. W przypadku większości utworów przygotowano już takie funkcje, jak aranżacje i produkcja. Niektóre piosenki wymagały minimalnego miksowania i masteringu, podczas gdy inne znajdowały się gdzieś pomiędzy szkicami i demami. Rozległe rozmowy z Sophie poprowadziły go w ustaleniu kierunku, w jakim powinien podążać każdy tor.
21 czerwca 2024 roku, na kanale YouTube Sophie i na nowym koncie w mediach społecznościowych o nazwie "MSMSMSM_FOREVER" przesłano serie filmów i postów z datą 24 czerwca 2024 roku. Gdy nadeszła ta data, wydano główny singiel z albumu "Reason Why" z udziałem Kim Petras oraz BC Kingdom, został on wydany wraz z ogłoszeniem pośmiertnego albumu, którego planowano na wrzesień tego samego roku.

Na Instagramie rodzina Sophie wydała oświadczenie dotyczące albumu.
Kiedy my, rodzina Sophie, stawialiśmy pierwsze kroki w kierunku doprowadzenia tego projektu do skutku, skontaktowaliśmy się z drogimi przyjaciółmi, z którymi wyobrażała sobie album. "Znaleźliśmy pocieszenie w muzyce, którą zostawiła nam Sophie, jest to prezent, który naprawdę cenimy, gdy próbujemy znaleźć drogę naprzód, z Sophie na zawsze w centrum naszych światów." Sophie często nie mówiła publicznie o swoim życiu prywatnym, woląc umieścić wszystko, co chciała wyartykułować w swojej muzyce. Wydaje się słuszne, aby dzielić się ze światem muzyką, którą miała nadzieję wydać, w przekonaniu, że wszyscy możemy połączyć się z nią w tej formie, którą kochała najbardziej. Sophie oddała wszystko swojej muzyce. To tutaj zawsze można ją znaleźć.

— Rodzina Sophie
Album został ostatecznie wydany 25 września 2024 roku, 2 dni przed zapowiadaną datą.

## Lista utworów
Wszystkie utwory są wyprodukowane przez Sophie i Benny Long.
| Nr. | Nazwa                                        | Autorzy tekstów                                                | Długość |
| --- | -------------------------------------------- | -------------------------------------------------------------- | ------- |
| 1.  | "Intro (The Full Horror)"                    | Sophie Xeon                                                    | 4:32    |
| 2.  | "Rawwwwww" (ft. Joozy)"                      | Xeon, Joozy                                                    | 2:53    |
| 3.  | "Plunging Asymptote" (ft. Juliana Huxtable)  | Xeon, Juliana Huxtable                                         | 4:37    |
| 4.  | "The Dome's Protection" (ft. Nina Kraviz)    | Xeon, Nina Kraviz                                              | 7:37    |
| 5.  | "Reason Why" (ft. Kim Petras and BC Kingdom) | Xeon, Kim Petras, Eric Scoggins, Christopher Cummings          | 3:53    |
| 6.  | "Live in My Truth" (ft. BC Kingdom and Liz)  | Xeon, Scoggins, Cummings, Elizabeth Nicole Abrams              | 4:04    |
| 7.  | "Why Lies" (ft. BC Kingdom and Liz)          | Xeon, Scoggins, Cummings, Abrams                               | 4:19    |
| 8.  | "Do You Wanna Be Alive?" (ft. Big Sister)    | Xeon, Signe Pierce                                             | 4:10    |
| 9.  | "Elegance" (ft. Popstar)                     | Xeon, Popstar                                                  | 4:51    |
| 10. | "Berlin Nightmare" (ft. Evita Manji)         | Xeon, Evita Manji                                              | 3:36    |
| 11. | "Gallop" (ft. Evita Manji)                   | Xeon, Manji                                                    | 1:57    |
| 12. | "One More Time" (ft. Popstar)                | Xeon, Popstar                                                  | 3:21    |
| 13. | "Exhilarate" (ft. Bibi Bourelly)             | Xeon, Badriia Bourelly, Kennedi Lykken                         | 4:24    |
| 14. | "Always and Forever" (ft. Hannah Diamond)    | Xeon, Hannah Amond, David Shaw, Roland Clark, Charlene Munfrod | 4:50    |
| 15. | "My Forever" (ft. Cecile Believe)            | Xeon, Cecile Believe                                           | 4:04    |
| 16. | "Love Me off Earth" (ft. Doss)               | Xeon, Doss, M Zavos-Costales, Thora Siemsen                    | 3:54    |
|     |                                              |                                                                | 67:02   |

## Twórcy

### Muzyka
- Sophie - produkcja
- Benny Long - produkcja
- Alex Evans – mix
- Matt Colton – mastering

### Grafika
- Renata Baksha – fotografia
- XK Studio – okładka
- International Magic – design, wygląd gatefoldu

## Listy tygodniowe
| Kraj              | Lista                       | Pozycja |
| ----------------- | --------------------------- | ------- |
| Belgia            | Ultratop (Flandria)         | 16      |
| Stany Zjednoczone | Indie Store Album Sales     | 6       |
| Stany Zjednoczone | Top Album Sales             | 27      |
| Stany Zjednoczone | Top Dance Albums            | 9       |
| Stany Zjednoczone | Vinyl Albums                | 8       |
| Szkocja           | Scottish Albums Chart       | 10      |
| Wielka Brytania   | UK Albums Chart             | 98      |
| Wielka Brytania   | UK Dance Albums Chart       | 6       |
| Wielka Brytania   | UK Independent Albums Chart | 7       |

## Historia wydania
| Region | Data             | Format                      | Wytwórnia              | Źródło |
| ------ | ---------------- | --------------------------- | ---------------------- | ------ |
| Różny  | 25 września 2024 | digital download, streaming | MSMSMSM, Transgressive | [ 28 ] |
| Różny  | 27 września 2024 | LP, CD                      | MSMSMSM, Transgressive | [ 38 ] |